# Montayral
Montayral est une commune du Sud-Ouest de la France, située dans le département de Lot-et-Garonne (région Nouvelle-Aquitaine).

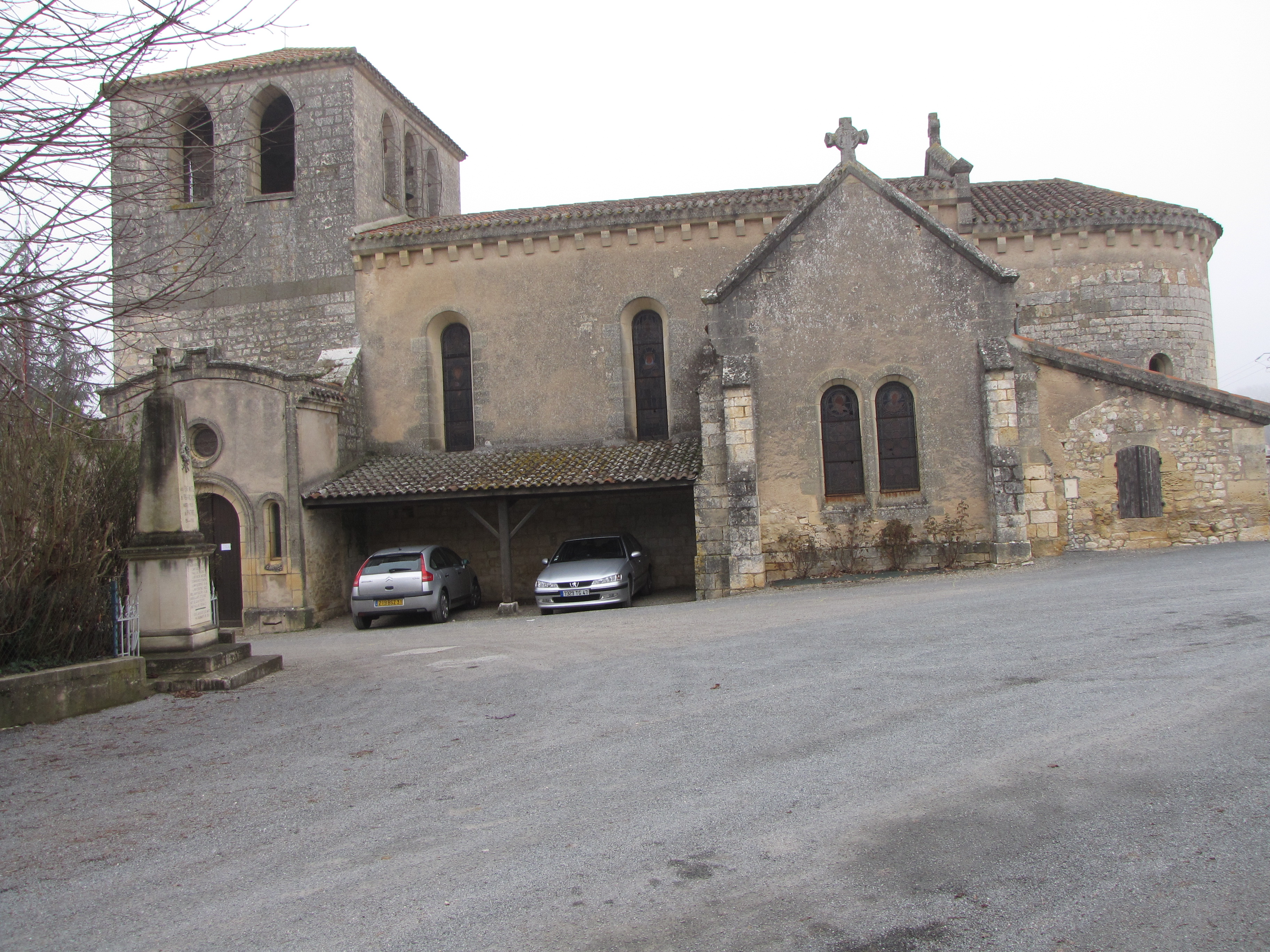
Église de Perricard.

## Géographie

### Localisation
Commune de l'aire d'attraction de Fumel située dans son unité urbaine sur le Lot, Montayral est aux limites du Quercy et de l'Agenais. Le Lot forme un trait d'union entre ces deux pays.
C'est une commune limitrophe avec le département du Lot (46).

### Communes limitrophes
Montayral est limitrophe de sept autres communes dont deux dans le département du Lot.
Les communes limitrophes sont  Bourlens, Fumel, Mauroux, Saint-Georges, Saint-Vite, Soturac et Thézac.
|               | Fumel     | Soturac (Lot) |
| Saint-Vite    | Montayral | Mauroux (Lot) |
| Saint-Georges | Bourlens  | Thézac        |

### Géologie et relief
La superficie de la commune est de 2 454 hectares ; son altitude varie de 57  à   227 mètres.

### Hydrographie
La commune est arrosée par le Lot qui sert de frontière naturelle dans sa partie nord  etavec la commune de Fumel et avec la commune de Soturac dans sa partie nord-est.

### Climat
Pour des articles plus généraux, voir Climat de la Nouvelle-Aquitaine et Climat de Lot-et-Garonne.
Historiquement, la commune est exposée à un climat océanique aquitain.  
En 2020, Météo-France publie une typologie des climats de la France métropolitaine dans laquelle la commune est exposée à un climat océanique altéré et est dans la région climatique Aquitaine, Gascogne, caractérisée par une pluviométrie abondante au printemps, modérée en automne, un faible ensoleillement au printemps, un été chaud (19,5 °C), des vents faibles, des brouillards fréquents en automne et en hiver et des orages fréquents en été (15 à 20 jours).
Pour la période 1971-2000, la température annuelle moyenne est de 13 °C, avec une amplitude thermique annuelle de 15,9 °C. Le cumul annuel moyen de précipitations est de 829 mm, avec 12 jours de précipitations en janvier et 6,9 jours en juillet. Pour la période 1991-2020, la température moyenne annuelle observée sur la station météorologique la plus proche, située sur la commune de Lacapelle-Biron à 15 km à vol d'oiseau, est de 13,6 °C et le cumul annuel moyen de précipitations est de 833,3 mm,. Pour l'avenir, les paramètres climatiques de la commune estimés pour 2050 selon différents scénarios d’émission de gaz à effet de serre sont consultables sur un site dédié publié par Météo-France en novembre 2022.

## Urbanisme

### Typologie
Au 1er janvier 2024, Montayral est catégorisée commune rurale à habitat dispersé, selon la nouvelle grille communale de densité à sept niveaux définie par l'Insee en 2022.
Elle appartient à l'unité urbaine de Fumel, une agglomération intra-départementale regroupant sept  communes, dont elle est ville-centre,,. Par ailleurs la commune fait partie de l'aire d'attraction de Fumel, dont elle est une commune de la couronne,. Cette aire, qui regroupe 10 communes, est catégorisée dans les aires de moins de 50 000 habitants,.

### Occupation des sols

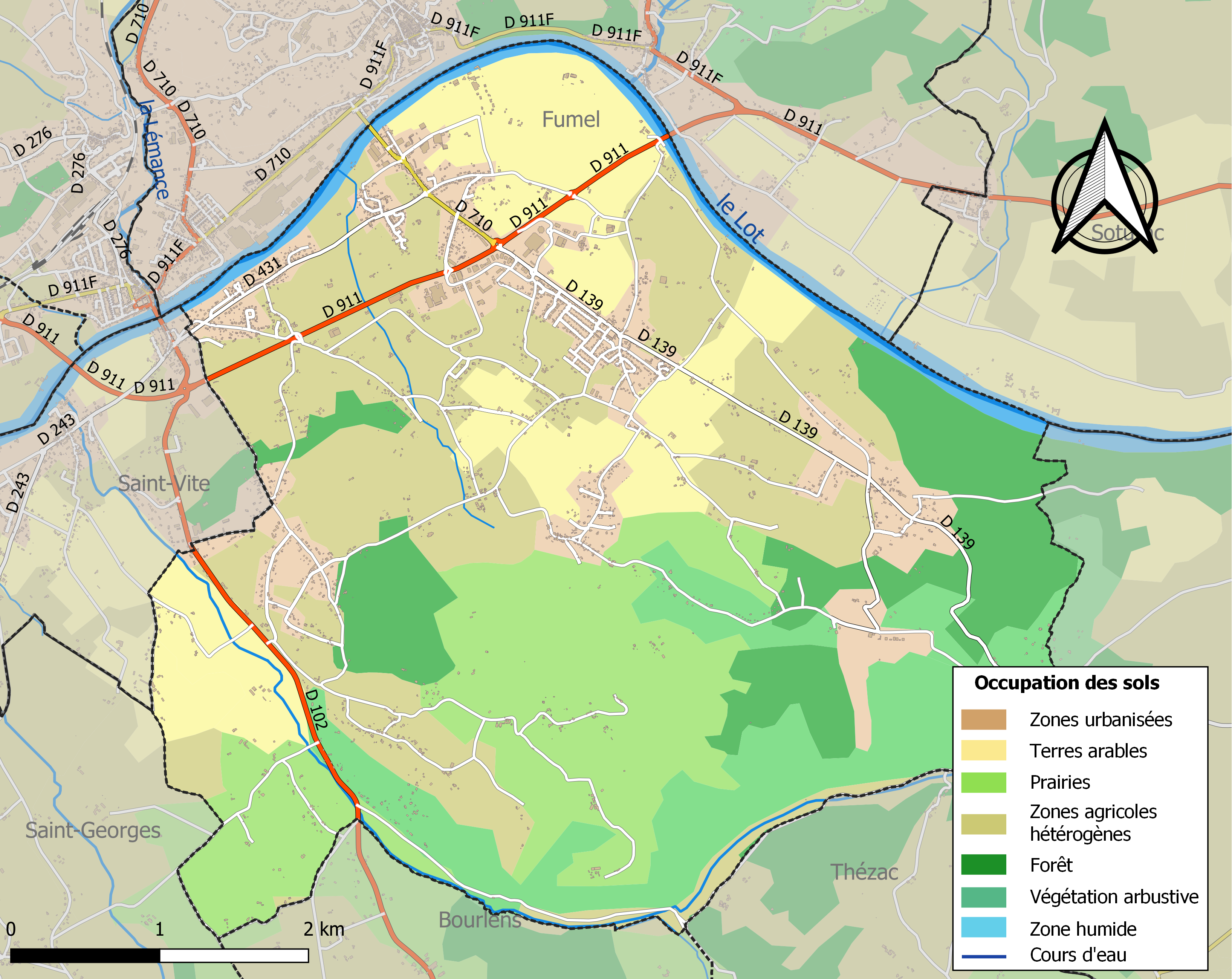
Carte des infrastructures et de l'occupation des sols de la commune en 2018 (CLC).

L'occupation des sols de la commune, telle qu'elle ressort de la base de données européenne d’occupation biophysique des sols Corine Land Cover (CLC), est marquée par l'importance des territoires agricoles (61,9 % en 2018), en diminution par rapport à 1990 (64,8 %). La répartition détaillée en 2018 est la suivante : 
zones agricoles hétérogènes (28,4 %), prairies (17,9 %), terres arables (14,6 %), milieux à végétation arbustive et/ou herbacée (12,2 %), forêts (12,1 %), zones urbanisées (9,1 %), eaux continentales (1,8 %), zones industrielles ou commerciales et réseaux de communication (1,7 %), espaces verts artificialisés, non agricoles (1,2 %), cultures permanentes (1 %). L'évolution de l’occupation des sols de la commune et de ses infrastructures peut être observée sur les différentes représentations cartographiques du territoire : la carte de Cassini (XVIIIe siècle), la carte d'état-major (1820-1866) et les cartes ou photos aériennes de l'IGN pour la période actuelle (1950 à aujourd'hui).

### Voies de communication et transports
Accès avec les routes départementales RD 911, D 139.

### Risques majeurs
Le territoire de la commune de Montayral est vulnérable à différents aléas naturels : météorologiques (tempête, orage, neige, grand froid, canicule ou sécheresse), inondations, mouvements de terrains et séisme (sismicité très faible). Il est également exposé à deux risques technologiques,  le transport de matières dangereuses et la rupture d'un barrage. Un site publié par le BRGM permet d'évaluer simplement et rapidement les risques d'un bien localisé soit par son adresse soit par le numéro de sa parcelle.

#### Risques naturels
Certaines parties du territoire communal sont susceptibles d’être affectées par le risque d’inondation par débordement de cours d'eau, notamment le Lot et la Thèze. La commune a été reconnue en état de catastrophe naturelle au titre des dommages causés par les inondations et coulées de boue survenues en 1982, 1983, 1993, 1999, 2007, 2009 et 2021,.
Les mouvements de terrains susceptibles de se produire sur la commune sont des affaissements et effondrements liés aux cavités souterraines (hors mines), des glissements de terrain et des tassements différentiels. Afin de mieux appréhender le risque d’affaissement de terrain, un inventaire national permet de localiser les éventuelles cavités souterraines sur la commune.

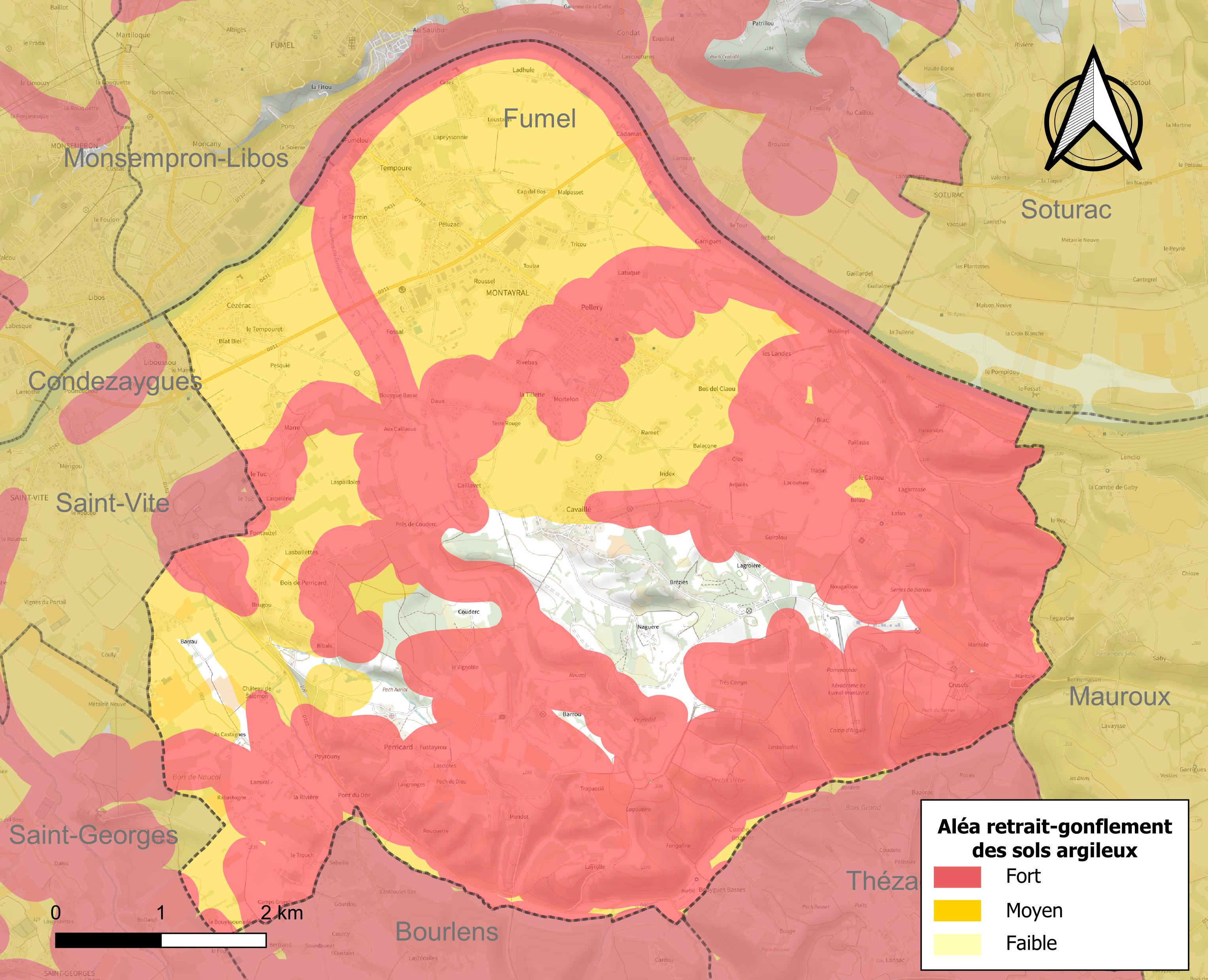
Carte des zones d'aléa retrait-gonflement des sols argileux de Montayral.

Le retrait-gonflement des sols argileux est susceptible d'engendrer des dommages importants aux bâtiments en cas d’alternance de périodes de sécheresse et de pluie. 91,4 % de la superficie communale est en aléa moyen ou fort (91,8 % au niveau départemental et 48,5 % au niveau national). Depuis le 1er octobre 2020, en application de la loi ELAN, différentes contraintes s'imposent aux vendeurs, maîtres d'ouvrages ou constructeurs de biens situés dans une zone classée en aléa moyen ou fort,.
Concernant les mouvements de terrains, la commune a été reconnue en état de catastrophe naturelle au titre des dommages causés par la sécheresse en 1991, 2003, 2006, 2011, 2012 et 2017 et par des mouvements de terrain en 1999.

#### Risque technologique
La commune est en outre située en aval des barrages de Grandval dans le Cantal et de Sarrans en Aveyron, des ouvrages de classe A. À ce titre elle est susceptible d’être touchée par l’onde de submersion consécutive à la rupture de cet ouvrage.

## Histoire
Les quatre châteaux de Ladhuie, Cézerac, Salomon et Montayral accompagnés de leurs hameaux, auxquels s’adjoignent la paroisse de Perricard et son château, sont à l’origine de la commune de Montayral (Source REGION AQUITAINE).
Bien que l’histoire médiévale marque fortement le paysage urbain, des découvertes archéologiques attestent une occupation beaucoup plus ancienne des lieux. En effet, la terre fertile du site en bordure du Lot constitue un emplacement idéal pour l’installation sédentaire de l’homme.
La première occupation des lieux à la Préhistoire se poursuit durant l’Antiquité. Il est vraisemblable que les Romains, au moment de la conquête de la Gaule, aient installé une cité sur les bords du Lot, au lieu-dit Cadamas.
Au Moyen Âge, le territoire de Montayral s’étend sur trois paroisses. On y retrouve celle de Saint-Germain de Montayral et de Marie-Madeleine de Cézérac dans la vallée ainsi que la paroisse Saint-Martin de Mazières sur les coteaux. Sur chacune de ces paroisses sont installées des églises qui contribuent au développement d’un habitat diffus à proximité.
L’activité économique est liée à l’installation de barrages et de moulins sur le Lot. Ils sont exploités par des seigneurs locaux qui s’installent dans des maisons fortes. Après la Révolution, les hameaux qui jalonnent le territoire sont regroupés dans la commune de Montayral.
À la fin du XIXe siècle, Montayral se dote d’un chef-lieu sur le site de Pellery. C’est à cet emplacement que les locaux de la mairie sont transférés dans les années 1930. Trente ans plus tard, la commune se modernise et s’agrandit grâce à la construction d’un nouveau secteur urbain.
Montayral conserve l’image d’un village médiéval à travers la présence de ses deux églises paroissiales et de ses nombreuses demeures seigneuriales. Cependant, il montre également l’image d’un centre urbain moderne grâce à l’aménagement de sa ville neuve dans les années 1960.

## Politique et administration

### Administration municipale
Le nombre d'habitants au recensement de 2011 étant compris entre 2 500 habitants et 3 499 habitants, le nombre de membres du conseil municipal pour l'élection de 2014 est de vingt trois,.

### Rattachements administratifs et électoraux
La commune fait partie de la 3e circonscription de Lot-et-Garonne de la communauté de communes Fumel Vallée du Lot et du canton du Fumélois (avant le redécoupage départemental de 2014, Montayral faisait partie de l'ex-canton de Fumel) et avant le 1er janvier 2017 elle faisait partie de la communauté de communes Fumel Communauté.

## Population et société

### Démographie
L'évolution du nombre d'habitants est connue à travers les recensements de la population effectués dans la commune depuis 1841. Pour les communes de moins de 10 000 habitants, une enquête de recensement portant sur toute la population est réalisée tous les cinq ans, les populations de référence des années intermédiaires étant quant à elles estimées par interpolation ou extrapolation. Pour la commune, le premier recensement exhaustif entrant dans le cadre du nouveau dispositif a été réalisé en 2006.

En 2022, la commune comptait 2 667 habitants, en évolution de −0,71 % par rapport à 2016 (Lot-et-Garonne : −0,18 %, France hors Mayotte : +2,11 %).
| 1841  | 1846  | 1851  | 1856  | 1861  | 1866  | 1872  | 1876  | 1881  |
| ----- | ----- | ----- | ----- | ----- | ----- | ----- | ----- | ----- |
| 1 388 | 1 350 | 1 336 | 1 336 | 1 258 | 1 257 | 1 206 | 1 188 | 1 132 |

| 1886  | 1891  | 1896  | 1901 | 1906 | 1911  | 1921 | 1926 | 1931 |
| ----- | ----- | ----- | ---- | ---- | ----- | ---- | ---- | ---- |
| 1 121 | 1 060 | 1 022 | 954  | 940  | 1 028 | 964  | 960  | 989  |

| 1936 | 1946  | 1954  | 1962  | 1968  | 1975  | 1982  | 1990  | 1999  |
| ---- | ----- | ----- | ----- | ----- | ----- | ----- | ----- | ----- |
| 930  | 1 040 | 1 200 | 1 668 | 2 557 | 3 000 | 3 200 | 3 094 | 2 936 |

| 2006  | 2011  | 2016  | 2021  | 2022  | - | - | - | - |
| ----- | ----- | ----- | ----- | ----- | - | - | - | - |
| 2 971 | 2 817 | 2 686 | 2 668 | 2 667 | - | - | - | - |

| selon la population municipale des années : | 1968 | 1975 | 1982 | 1990 | 1999 | 2006 | 2009 | 2013 |
| Rang de la commune dans le département      | 17   | 15   | 16   | 17   | 19   | 19   | 20   | 21   |
| Nombre de communes du département           | 326  | 311  | 313  | 317  | 317  | 319  | 319  | 319  |

### Économie
Située dans la plaine du Lot, elle bénéficie de la proximité de Fumel pour recevoir les grandes surfaces (Intermarché, E.Leclerc, McDonald's...) sur son territoire.
Toutes ces grandes surfaces se situent les deux zones d’activités intercommunautaires Zone du Haut-Agenais et Zone Porte du Quercy
Elle possède aussi :
- une laiterie industrielle : Lactalis Nestlé produits frais (L.N.U.F Montayral, anciennement Ladhuie) ;
- une fromagerie labellisée agriculture biologique : la Fromagerie de la Lémance[36],[37] ;
- des entreprises de travaux publics et construction (berceau des résidences Malardeau, ancien sponsor des Girondins de Bordeaux) et des entreprises de matériaux de construction.

Agriculture à dominance céréalière (blé, maïs...).

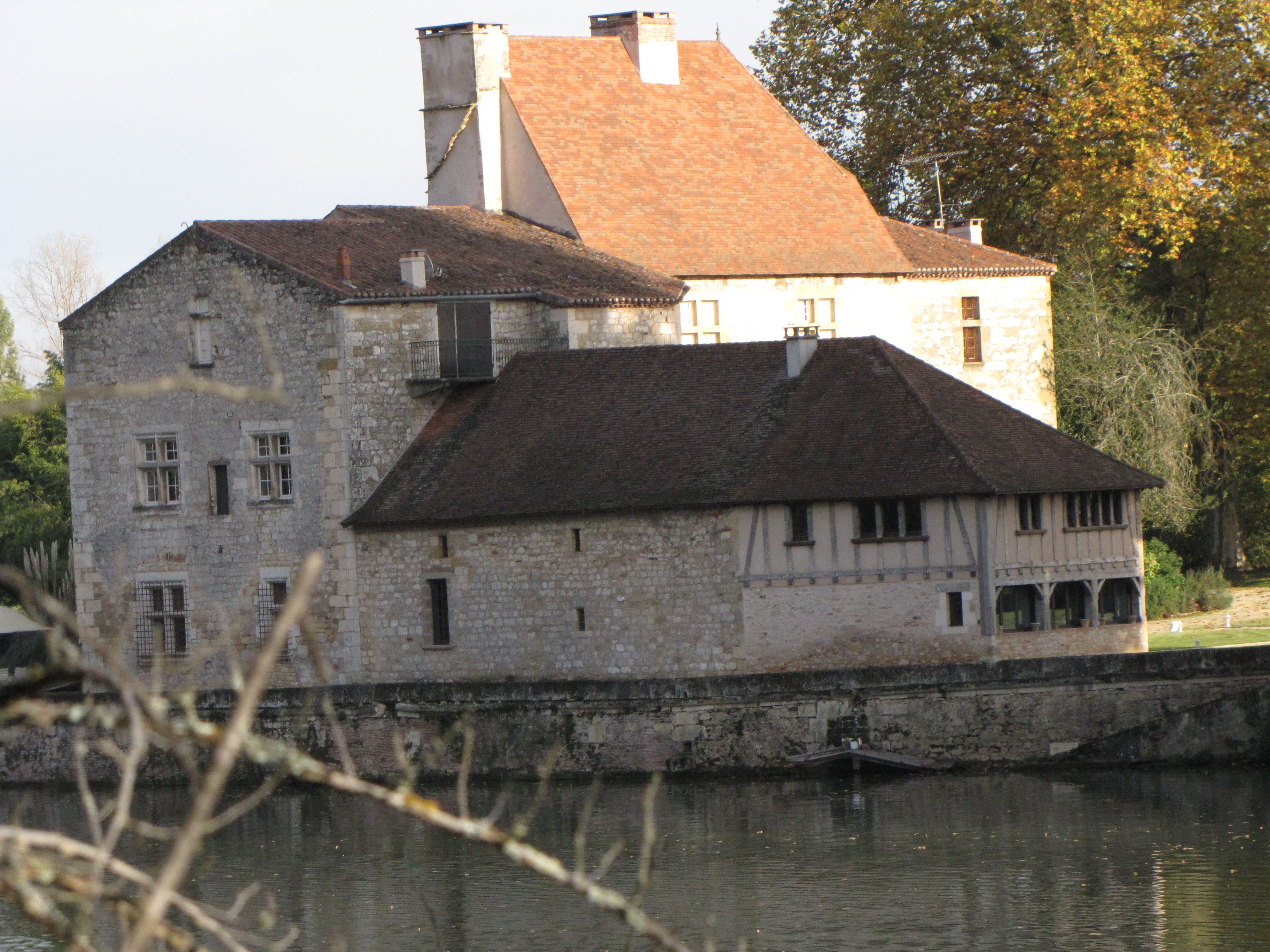
Manoir dit château de Ladhuie sur le bord du Lot.

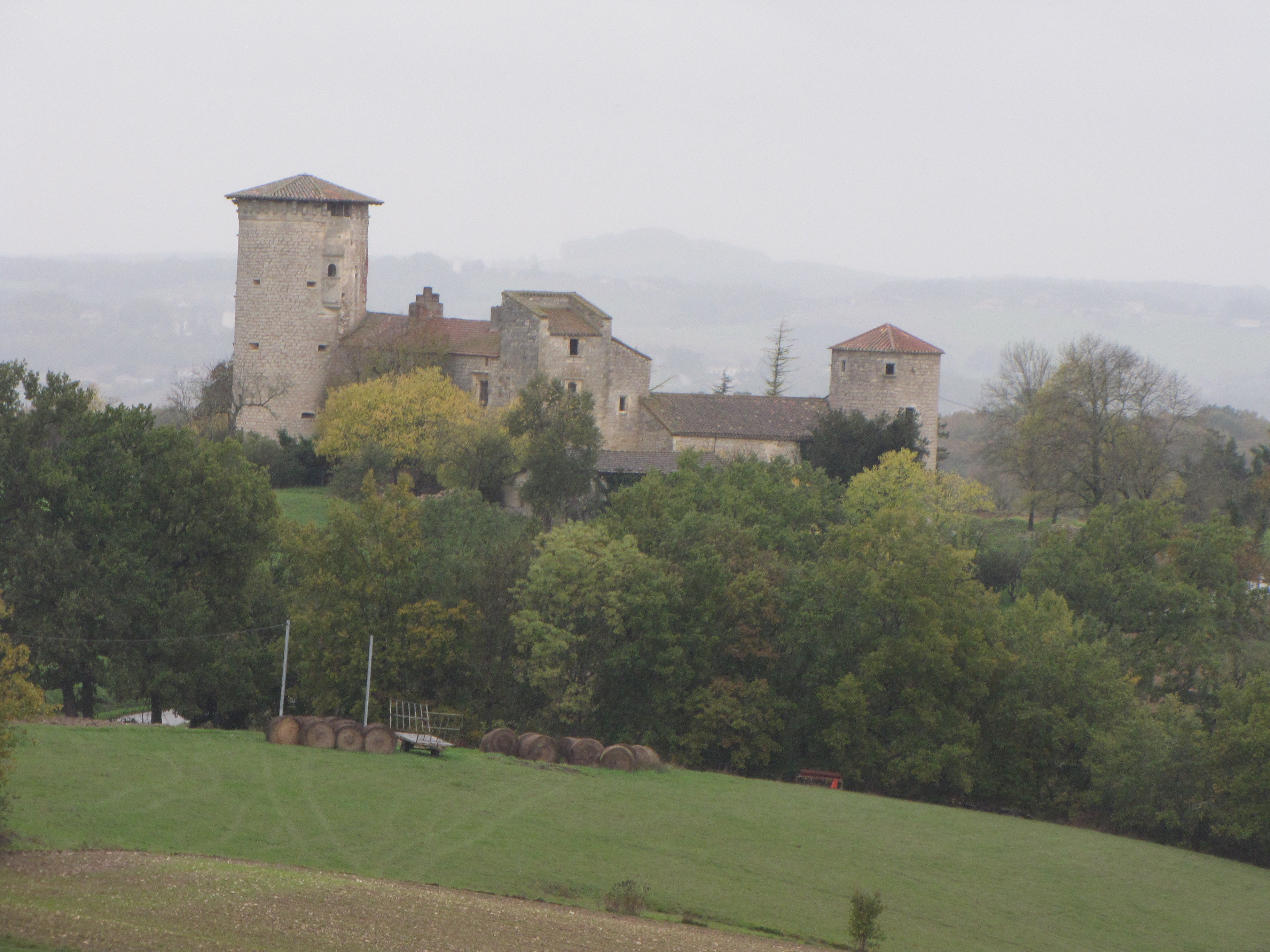
Château de Perricard.

Viticulture Thézac-Perricard (VDP).

### Enseignement
Montayral fait partie de l'académie de Bordeaux.

### Activités sportives
Chasse, pétanque, randonnée pédestre,

### Écologie et recyclage
La collecte et le traitement des déchets des ménages et des déchets assimilés ainsi que la protection et la mise en valeur de l'environnement se font dans le cadre de la communauté de communes Fumel Vallée du Lot.

## Culture locale et patrimoine

### Lieux et monuments
- Aérodrome de Fumel-Montayral ;
- Château de Perricard[39],[40],[41].
- Manoir dit Château de Cézérac[42].
- Manoir dit château de Ladhuie[43],[44],[45].
- Manoir dit Château de Montayral[46].
- Manoir dit Château de Ramet[47].
- Manoir, demeure de notable dite Château de Salomon[48].
- Moulin fortifié de Garrigues[49].
- Observatoire astronomique[50].
- Église Saint-Martin de Perricard[51]. Elle est inscrite à l'Inventaire général du patrimoine culturel[52].
- Villa Jean-Paul Geneviève[53].
- Croix de chemin de Montayral[54].
- Église paroissiale Saint-Germain dite église de Montayral[55]. Elle est inscrite à l'Inventaire général du patrimoine culturel[56].
- Monument aux morts de Montayral[57].
- Monument aux morts de Perricard[58].
- Statue de la Vierge à l'Enfant[59].
- Mairie de l'architecte Gaston Rapin.

### Héraldique
| Blason de Montayral | Blason  | Parti: au 1 de gueules à un casque romain d'argent empanaché d'azur, au 2 d'or à une mitre d'argent ornée de gueules; le tout au chef d'azur à la fasce ondée d'argent. |
| Blason de Montayral | Détails | Enveloppe de mairie, 2010. |

## Personnalités liées à la commune
- Jacques Bianco coureur cycliste.